# Palaeoxonodon
Palaeoxonodon — вимерлий рід кладотерових ссавців із середньої юри Англії та Шотландії.

## Відкриття
Перші скам'янілості Palaeoxonodon ooliticus були знайдені в цементному кар'єрі Кіртлінгтон, Оксфордшир, Англія. Пізніше ще два види Palaeoxonodon були названі з того самого місця, P. leesi та P. freemani. Усі ці скам'янілості були окремими зубами.
Однак знайдені скам'янілості у формації Кілмалуаг у Скай, Шотландія, містили нижню щелепу з п'ятьма корінними зубами, чотирма премолярами, іклом і одним різцем. Ця більш повна скам'янілість свідчить про те, що окремі види, раніше названі з Англії, насправді були одним і тим же видом, P. ooliticus, і виглядали різними лише через різне розташування вздовж зубного ряду. Це також стосувалося Kennetheridium leesi.

## Опис
Palaeoxonodon ooliticus, як і більшість ссавців у мезозої, був відносно малим. Найповніша викопна щелепа – з Шотландії – має розмір 11.6 мм. Жива тварина, ймовірно, була приблизно з мишу та була комахоїдною. Palaeoxonodon має досить тонкі щелепи.

## Таксономія
Palaeoxondon належить до порядку Amphitheriida, тісно пов'язаного з Dryolestida. Вони є одними з найдавніших кладотерійських ссавців, які походять із середньої юри, і включають останнього родича амфітеріїд, дріолестид, перамурид і затерій (до яких належать сучасні терійські ссавці). Недавні філогенетичні дослідження показують, що це був сестринський таксон Amphitherium.